# Золотая бутса
«Золотая бутса» (англ. European Golden Shoe) — футбольная награда, вручаемая ежегодно лучшему бомбардиру национальных чемпионатов стран, входящих в УЕФА. Впервые была вручена в 1968 году. С 1997 года организаторами являются объединение европейских спортивных изданий (англ. European Sports Media) и компания Adidas.
Победителем является футболист, набравший наибольшее количество очков за один сезон. В разные периоды существования награды правила выявления лучшего были различны (подробнее см. раздел Правила). На данный момент обладателями этой награды являются 35 футболистов, а время существования награды — 47 лет (с 1992 по 1996 годы её вручение было приостановлено, однако с 1997 снова возобновлено).

## Правила

### 1968—1991
Французская газета L’Équipe совместно с компанией Adidas разработали простые правила: игрок, забивший максимальное количество голов (вне зависимости от уровня и продолжительности чемпионата), становился победителем. В этот период была замечена масса нарушений. Тем не менее приз по этим правилам вручали вплоть до 1991 года.

### 1992—1996
В этот период награждение было приостановлено в связи с протестом со стороны Федерации футбола Кипра, которая утверждала, что игрок из чемпионата Кипра должен был быть обладателем награды 1991 года. Однако неофициальное награждение продолжалось под руководством компании Adidas.

### С 1997 по настоящее время
В 1997 году European Sports Media переработали систему определения победителя. С тех пор количество очков определяется следующим образом: сумма забитых мячей футболиста умножается на соответствующий коэффициент чемпионата. Гол, забитый в 5 самых сильных чемпионатах, оценивается в два очка, с 6 по 21 — 1,5 очка, остальные — 1 очко. Такая система стала более объективной, так как уровень каждой лиги отличается от уровня других.
Начиная с сезона 2019/20, если два или более игрока заканчивают сезон с одинаковым количеством очков, награду получает тот игрок, который на поле провёл меньше игровых минут.

## Обладатели
Отдельным цветом выделены:
 Игроки, получавшие награду более одного раза
 Неофициальное вручение награды Adidas
 Игроки, лишённые награды
| Сезон                     | Футболист               | Гражданство | Клуб                   | Кол-во очков | Прим. |
| ------------------------- | ----------------------- | ----------- | ---------------------- | ------------ | --- |
| 1968—1991                 |                         |             |                        |              | |

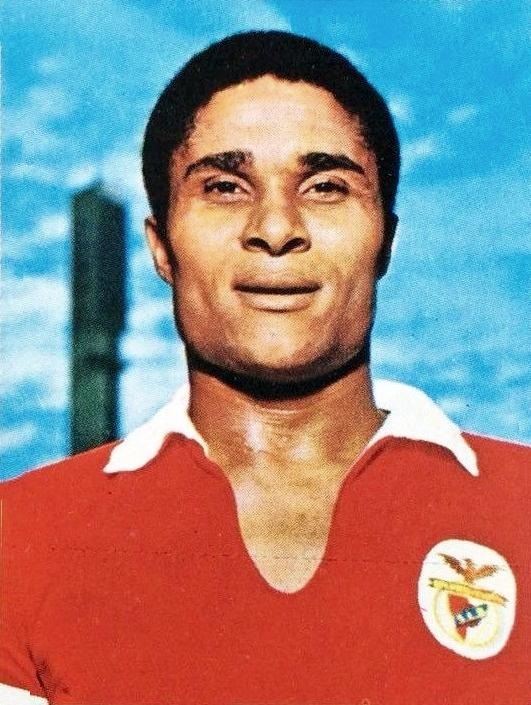
Эйсебио — первый обладатель «Золотой бутсы»

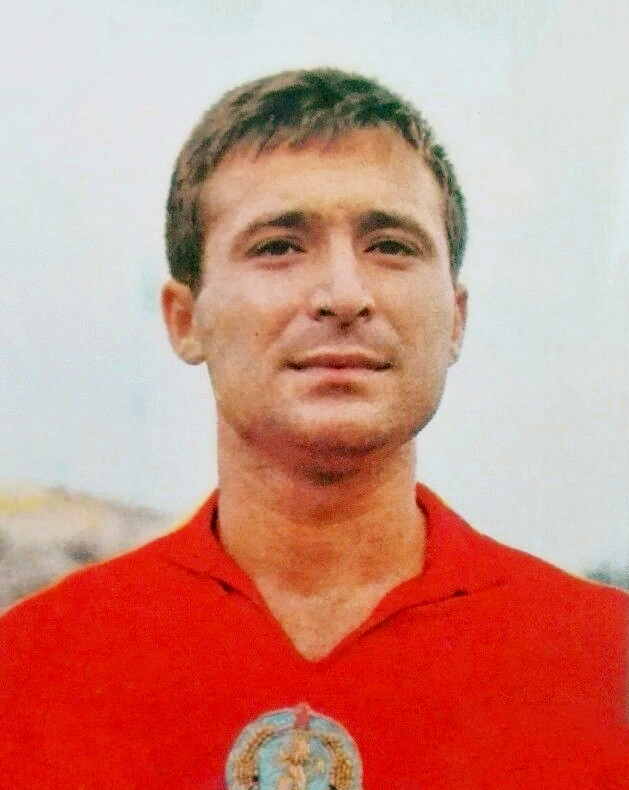
Петр Жеков — второй по счёту и первый болгарский обладатель «Золотой бутсы»

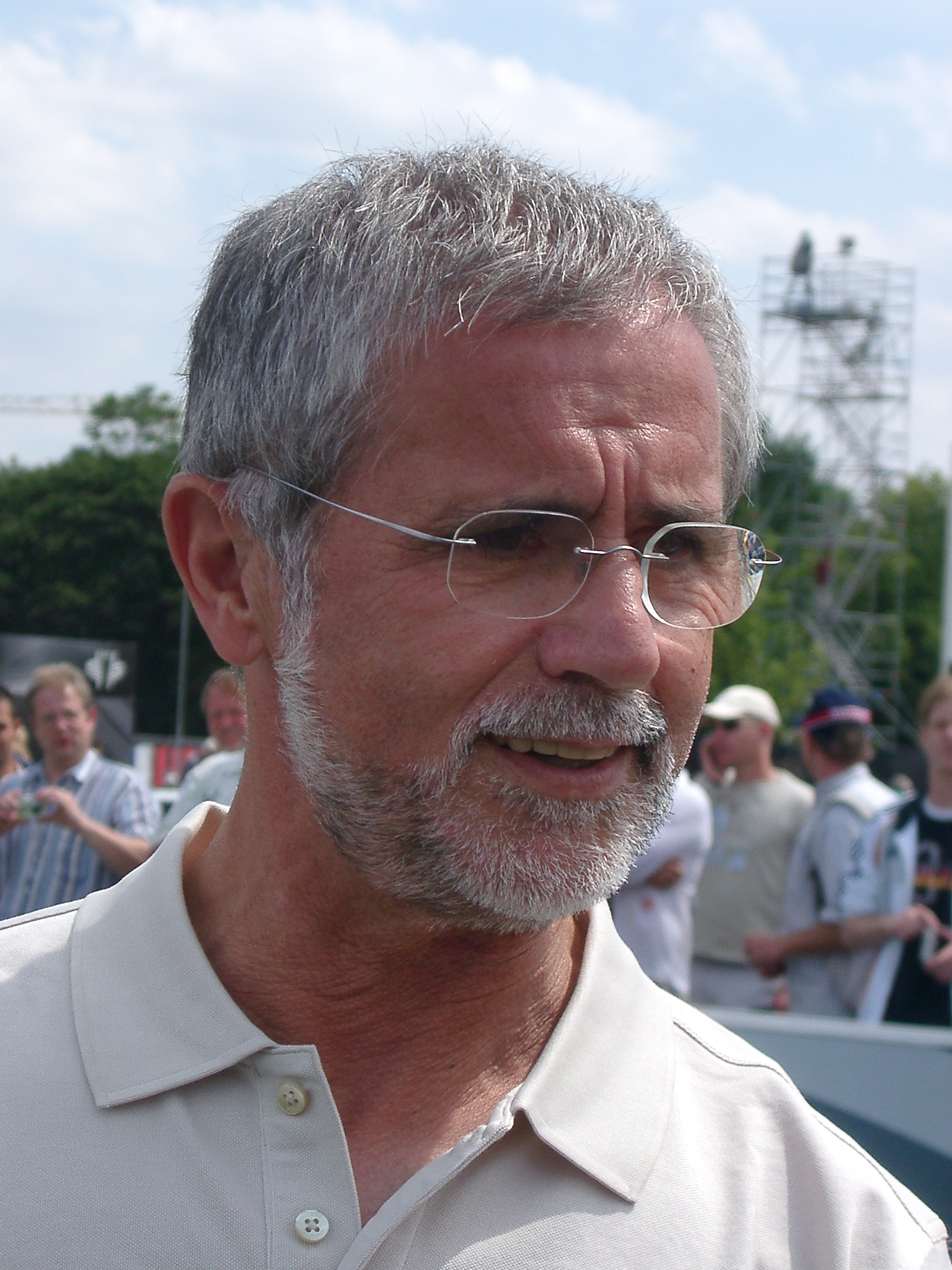
Герд Мюллер — первый двукратный обладатель «Золотой бутсы»

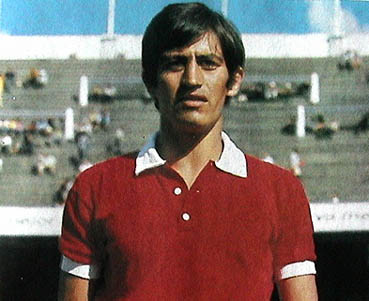
Эктор Ясальде — первый футболист, получивший награду, будучи уроженцем другого континента

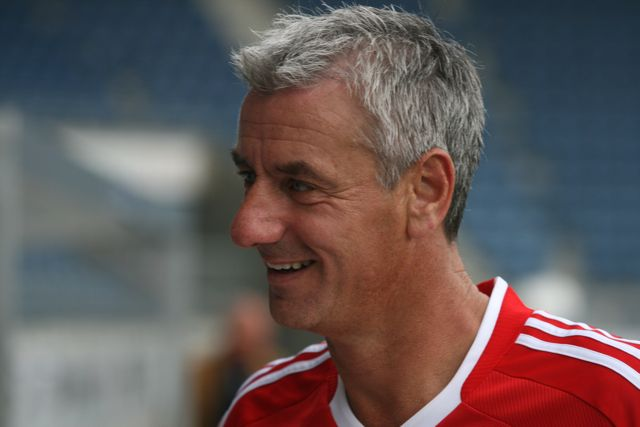
Иан Раш — первый британский обладатель «Золотой бутсы»

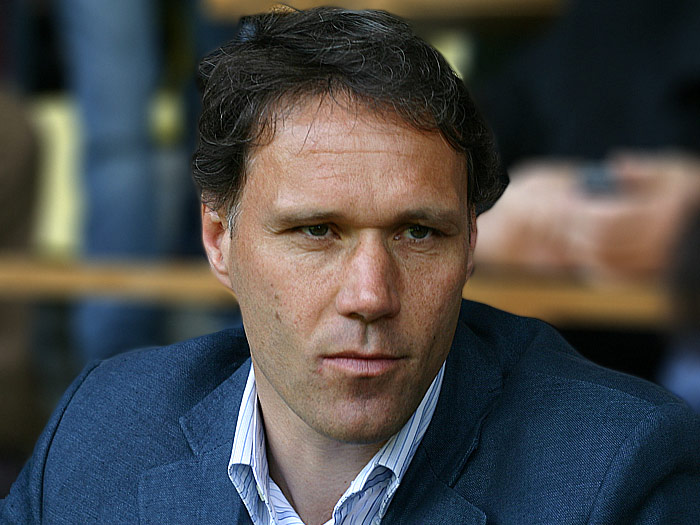
Марко ван Бастен, обладатель награды в 1986 году

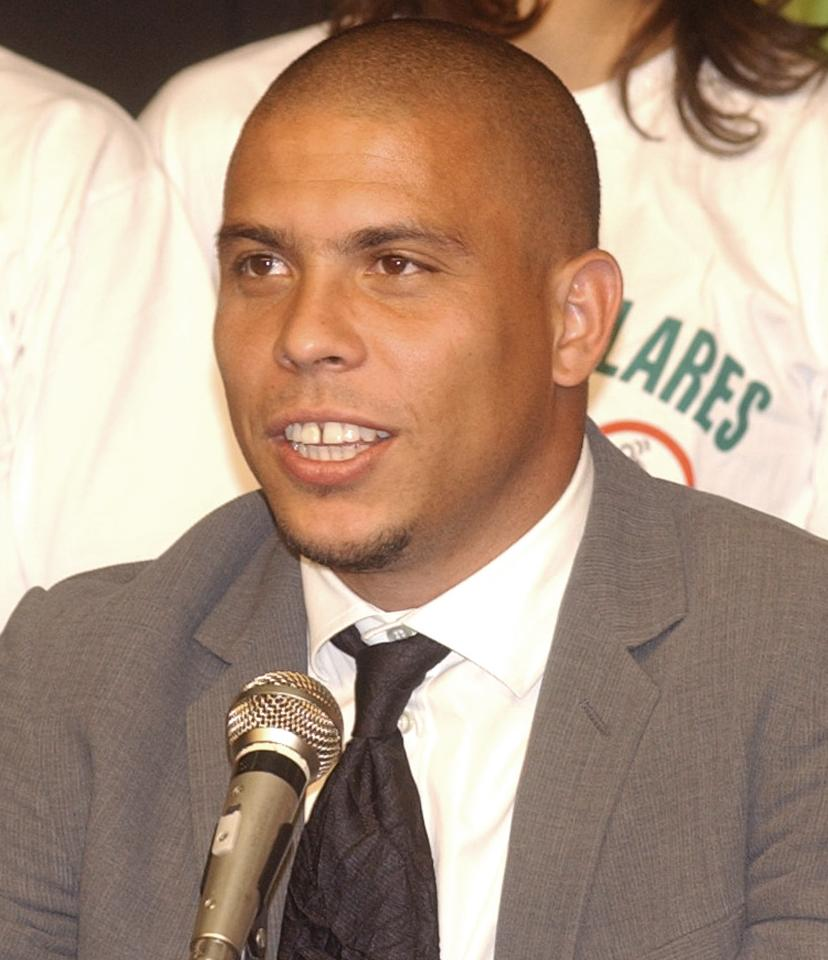
Роналдо — первый обладатель «Золотой бутсы» после принятия новых правил

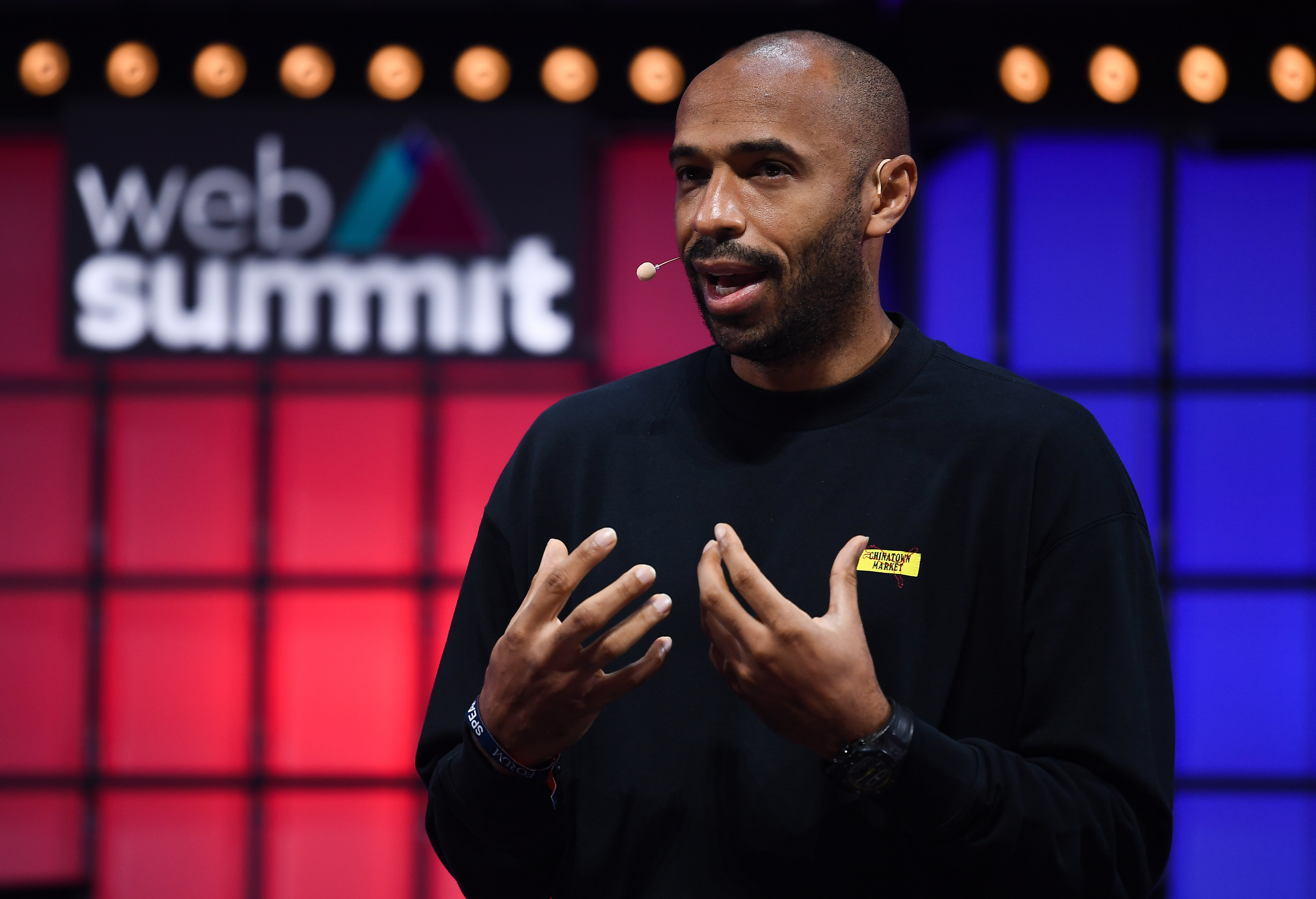
Тьерри Анри — первый обладатель официальной награды два года подряд

| 1967/68                   | Эйсебио                 | Португалия  | «Бенфика»              | 42           | - 1 гол = 1 очко (подробнее см. Правила). - Родион Кэмэтару лишён награды в связи с выявлением нарушений. - Тони Польстер официально был вторым, но после того как Родиона Кэмэтару лишили награды, стал её обладателем. - Дарко Панчев получил титул лишь спустя 15 лет, в 2006 году. - В 1990 году награду впервые получили сразу два игрока. |
| 1968/69                   | Петр Жеков              | Болгария    | ЦСКА (София)           | 36           | - 1 гол = 1 очко (подробнее см. Правила). - Родион Кэмэтару лишён награды в связи с выявлением нарушений. - Тони Польстер официально был вторым, но после того как Родиона Кэмэтару лишили награды, стал её обладателем. - Дарко Панчев получил титул лишь спустя 15 лет, в 2006 году. - В 1990 году награду впервые получили сразу два игрока. |
| 1969/70                   | Герд Мюллер             | ФРГ         | «Бавария»              | 38           | - 1 гол = 1 очко (подробнее см. Правила). - Родион Кэмэтару лишён награды в связи с выявлением нарушений. - Тони Польстер официально был вторым, но после того как Родиона Кэмэтару лишили награды, стал её обладателем. - Дарко Панчев получил титул лишь спустя 15 лет, в 2006 году. - В 1990 году награду впервые получили сразу два игрока. |
| 1970/71                   | Йосип Скоблар           | Югославия   | «Олимпик Марсель»      | 44           | - 1 гол = 1 очко (подробнее см. Правила). - Родион Кэмэтару лишён награды в связи с выявлением нарушений. - Тони Польстер официально был вторым, но после того как Родиона Кэмэтару лишили награды, стал её обладателем. - Дарко Панчев получил титул лишь спустя 15 лет, в 2006 году. - В 1990 году награду впервые получили сразу два игрока. |
| 1971/72                   | Герд Мюллер (2)         | ФРГ         | «Бавария»              | 40           | - 1 гол = 1 очко (подробнее см. Правила). - Родион Кэмэтару лишён награды в связи с выявлением нарушений. - Тони Польстер официально был вторым, но после того как Родиона Кэмэтару лишили награды, стал её обладателем. - Дарко Панчев получил титул лишь спустя 15 лет, в 2006 году. - В 1990 году награду впервые получили сразу два игрока. |
| 1972/73                   | Эйсебио (2)             | Португалия  | «Бенфика»              | 40           | - 1 гол = 1 очко (подробнее см. Правила). - Родион Кэмэтару лишён награды в связи с выявлением нарушений. - Тони Польстер официально был вторым, но после того как Родиона Кэмэтару лишили награды, стал её обладателем. - Дарко Панчев получил титул лишь спустя 15 лет, в 2006 году. - В 1990 году награду впервые получили сразу два игрока. |
| 1973/74                   | Эктор Ясальде           | Аргентина   | «Спортинг» (Лиссабон)  | 46           | - 1 гол = 1 очко (подробнее см. Правила). - Родион Кэмэтару лишён награды в связи с выявлением нарушений. - Тони Польстер официально был вторым, но после того как Родиона Кэмэтару лишили награды, стал её обладателем. - Дарко Панчев получил титул лишь спустя 15 лет, в 2006 году. - В 1990 году награду впервые получили сразу два игрока. |
| 1974/75                   | Дуду Джорджеску         | Румыния     | «Динамо» (Бухарест)    | 33           | - 1 гол = 1 очко (подробнее см. Правила). - Родион Кэмэтару лишён награды в связи с выявлением нарушений. - Тони Польстер официально был вторым, но после того как Родиона Кэмэтару лишили награды, стал её обладателем. - Дарко Панчев получил титул лишь спустя 15 лет, в 2006 году. - В 1990 году награду впервые получили сразу два игрока. |
| 1975/76                   | Сотирис Кайафас         | Кипр        | «Омония»               | 39           | - 1 гол = 1 очко (подробнее см. Правила). - Родион Кэмэтару лишён награды в связи с выявлением нарушений. - Тони Польстер официально был вторым, но после того как Родиона Кэмэтару лишили награды, стал её обладателем. - Дарко Панчев получил титул лишь спустя 15 лет, в 2006 году. - В 1990 году награду впервые получили сразу два игрока. |
| 1976/77                   | Дуду Джорджеску (2)     | Румыния     | «Динамо» (Бухарест)    | 47           | - 1 гол = 1 очко (подробнее см. Правила). - Родион Кэмэтару лишён награды в связи с выявлением нарушений. - Тони Польстер официально был вторым, но после того как Родиона Кэмэтару лишили награды, стал её обладателем. - Дарко Панчев получил титул лишь спустя 15 лет, в 2006 году. - В 1990 году награду впервые получили сразу два игрока. |
| 1977/78                   | Ханс Кранкль            | Австрия     | «Рапид»                | 41           | - 1 гол = 1 очко (подробнее см. Правила). - Родион Кэмэтару лишён награды в связи с выявлением нарушений. - Тони Польстер официально был вторым, но после того как Родиона Кэмэтару лишили награды, стал её обладателем. - Дарко Панчев получил титул лишь спустя 15 лет, в 2006 году. - В 1990 году награду впервые получили сразу два игрока. |
| 1978/79                   | Кес Кист                | Нидерланды  | АЗ’67                  | 34           | - 1 гол = 1 очко (подробнее см. Правила). - Родион Кэмэтару лишён награды в связи с выявлением нарушений. - Тони Польстер официально был вторым, но после того как Родиона Кэмэтару лишили награды, стал её обладателем. - Дарко Панчев получил титул лишь спустя 15 лет, в 2006 году. - В 1990 году награду впервые получили сразу два игрока. |
| 1979/80                   | Эрвин Ванденберг        | Бельгия     | «Льерс»                | 39           | - 1 гол = 1 очко (подробнее см. Правила). - Родион Кэмэтару лишён награды в связи с выявлением нарушений. - Тони Польстер официально был вторым, но после того как Родиона Кэмэтару лишили награды, стал её обладателем. - Дарко Панчев получил титул лишь спустя 15 лет, в 2006 году. - В 1990 году награду впервые получили сразу два игрока. |
| 1980/81                   | Георгий Славков         | Болгария    | «Тракия»               | 31           | - 1 гол = 1 очко (подробнее см. Правила). - Родион Кэмэтару лишён награды в связи с выявлением нарушений. - Тони Польстер официально был вторым, но после того как Родиона Кэмэтару лишили награды, стал её обладателем. - Дарко Панчев получил титул лишь спустя 15 лет, в 2006 году. - В 1990 году награду впервые получили сразу два игрока. |
| 1981/82                   | Вим Кифт                | Нидерланды  | «Аякс»                 | 32           | - 1 гол = 1 очко (подробнее см. Правила). - Родион Кэмэтару лишён награды в связи с выявлением нарушений. - Тони Польстер официально был вторым, но после того как Родиона Кэмэтару лишили награды, стал её обладателем. - Дарко Панчев получил титул лишь спустя 15 лет, в 2006 году. - В 1990 году награду впервые получили сразу два игрока. |
| 1982/83                   | Фернанду Гомеш          | Португалия  | «Порту»                | 36           | - 1 гол = 1 очко (подробнее см. Правила). - Родион Кэмэтару лишён награды в связи с выявлением нарушений. - Тони Польстер официально был вторым, но после того как Родиона Кэмэтару лишили награды, стал её обладателем. - Дарко Панчев получил титул лишь спустя 15 лет, в 2006 году. - В 1990 году награду впервые получили сразу два игрока. |
| 1983/84                   | Иан Раш                 | Уэльс       | «Ливерпуль»            | 32           | - 1 гол = 1 очко (подробнее см. Правила). - Родион Кэмэтару лишён награды в связи с выявлением нарушений. - Тони Польстер официально был вторым, но после того как Родиона Кэмэтару лишили награды, стал её обладателем. - Дарко Панчев получил титул лишь спустя 15 лет, в 2006 году. - В 1990 году награду впервые получили сразу два игрока. |
| 1984/85                   | Фернанду Гомеш (2)      | Португалия  | «Порту»                | 39           | - 1 гол = 1 очко (подробнее см. Правила). - Родион Кэмэтару лишён награды в связи с выявлением нарушений. - Тони Польстер официально был вторым, но после того как Родиона Кэмэтару лишили награды, стал её обладателем. - Дарко Панчев получил титул лишь спустя 15 лет, в 2006 году. - В 1990 году награду впервые получили сразу два игрока. |
| 1985/86                   | Марко ван Бастен        | Нидерланды  | «Аякс»                 | 37           | - 1 гол = 1 очко (подробнее см. Правила). - Родион Кэмэтару лишён награды в связи с выявлением нарушений. - Тони Польстер официально был вторым, но после того как Родиона Кэмэтару лишили награды, стал её обладателем. - Дарко Панчев получил титул лишь спустя 15 лет, в 2006 году. - В 1990 году награду впервые получили сразу два игрока. |
| 1986/87                   | Родион Кэмэтару         | Румыния     | «Динамо» (Бухарест)    | 44           | - 1 гол = 1 очко (подробнее см. Правила). - Родион Кэмэтару лишён награды в связи с выявлением нарушений. - Тони Польстер официально был вторым, но после того как Родиона Кэмэтару лишили награды, стал её обладателем. - Дарко Панчев получил титул лишь спустя 15 лет, в 2006 году. - В 1990 году награду впервые получили сразу два игрока. |
| 1986/87                   | Тони Польстер           | Австрия     | «Аустрия»              | 39           | - 1 гол = 1 очко (подробнее см. Правила). - Родион Кэмэтару лишён награды в связи с выявлением нарушений. - Тони Польстер официально был вторым, но после того как Родиона Кэмэтару лишили награды, стал её обладателем. - Дарко Панчев получил титул лишь спустя 15 лет, в 2006 году. - В 1990 году награду впервые получили сразу два игрока. |
| 1987/88                   | Танжу Чолак             | Турция      | «Галатасарай»          | 39           | - 1 гол = 1 очко (подробнее см. Правила). - Родион Кэмэтару лишён награды в связи с выявлением нарушений. - Тони Польстер официально был вторым, но после того как Родиона Кэмэтару лишили награды, стал её обладателем. - Дарко Панчев получил титул лишь спустя 15 лет, в 2006 году. - В 1990 году награду впервые получили сразу два игрока. |
| 1988/89                   | Дорин Матеуц            | Румыния     | «Динамо» (Бухарест)    | 43           | - 1 гол = 1 очко (подробнее см. Правила). - Родион Кэмэтару лишён награды в связи с выявлением нарушений. - Тони Польстер официально был вторым, но после того как Родиона Кэмэтару лишили награды, стал её обладателем. - Дарко Панчев получил титул лишь спустя 15 лет, в 2006 году. - В 1990 году награду впервые получили сразу два игрока. |
| 1989/90                   | Христо Стоичков         | Болгария    | ЦСКА (София)           | 38           | - 1 гол = 1 очко (подробнее см. Правила). - Родион Кэмэтару лишён награды в связи с выявлением нарушений. - Тони Польстер официально был вторым, но после того как Родиона Кэмэтару лишили награды, стал её обладателем. - Дарко Панчев получил титул лишь спустя 15 лет, в 2006 году. - В 1990 году награду впервые получили сразу два игрока. |
| 1989/90                   | Уго Санчес              | Мексика     | «Реал Мадрид»          | 38           | - 1 гол = 1 очко (подробнее см. Правила). - Родион Кэмэтару лишён награды в связи с выявлением нарушений. - Тони Польстер официально был вторым, но после того как Родиона Кэмэтару лишили награды, стал её обладателем. - Дарко Панчев получил титул лишь спустя 15 лет, в 2006 году. - В 1990 году награду впервые получили сразу два игрока. |
| 1990/91                   | Дарко Панчев            | Югославия   | «Црвена звезда»        | 34           | - 1 гол = 1 очко (подробнее см. Правила). - Родион Кэмэтару лишён награды в связи с выявлением нарушений. - Тони Польстер официально был вторым, но после того как Родиона Кэмэтару лишили награды, стал её обладателем. - Дарко Панчев получил титул лишь спустя 15 лет, в 2006 году. - В 1990 году награду впервые получили сразу два игрока. |
| 1992 — 1996               |                         |             |                        |              | |
| 1991/92                   | Алли Маккойст           | Шотландия   | «Рейнджерс»            | 34           | - Награда не вручалась официально (подробнее см. Правила) |
| 1992/93                   | Алли Маккойст (2)       | Шотландия   | «Рейнджерс»            | 34           | - Награда не вручалась официально (подробнее см. Правила) |
| 1993/94                   | Дэвид Тейлор            | Уэльс       | «Портмадог»            | 43           | - Награда не вручалась официально (подробнее см. Правила) |
| 1994/95                   | Арсен Аветисян          | Армения     | АОСС                   | 39           | - Награда не вручалась официально (подробнее см. Правила) |
| 1995/96                   | Звиад Энделадзе         | Грузия      | «Маргвети»             | 40           | - Награда не вручалась официально (подробнее см. Правила) |
| 1997 — по настоящее время |                         |             |                        |              | |
| 1996/1997                 | Роналдо                 | Бразилия    | «Барселона»            | 68 (34)      | - Сумма голов * коэффициент (подробнее см. Правила). - В скобках указано количество голов. - В 2005 и 2014 годах награду получили два игрока. |
| 1997/98                   | Никос Махлас            | Греция      | «Витесс»               | 68 (34)      | - Сумма голов * коэффициент (подробнее см. Правила). - В скобках указано количество голов. - В 2005 и 2014 годах награду получили два игрока. |
| 1998/99                   | Марио Жардел            | Бразилия    | «Порту»                | 54 (36)      | - Сумма голов * коэффициент (подробнее см. Правила). - В скобках указано количество голов. - В 2005 и 2014 годах награду получили два игрока. |
| 1999/00                   | Кевин Филлипс           | Англия      | «Сандерленд»           | 60 (30)      | - Сумма голов * коэффициент (подробнее см. Правила). - В скобках указано количество голов. - В 2005 и 2014 годах награду получили два игрока. |
| 2000/01                   | Хенрик Ларссон          | Швеция      | «Селтик»               | 52,5 (35)    | - Сумма голов * коэффициент (подробнее см. Правила). - В скобках указано количество голов. - В 2005 и 2014 годах награду получили два игрока. |
| 2001/02                   | Марио Жардел (2)        | Бразилия    | «Спортинг» (Лиссабон)  | 63 (42)      | - Сумма голов * коэффициент (подробнее см. Правила). - В скобках указано количество голов. - В 2005 и 2014 годах награду получили два игрока. |
| 2002/03                   | Рой Макай               | Нидерланды  | «Депортиво Ла-Корунья» | 58 (29)      | - Сумма голов * коэффициент (подробнее см. Правила). - В скобках указано количество голов. - В 2005 и 2014 годах награду получили два игрока. |
| 2003/04                   | Тьерри Анри             | Франция     | «Арсенал»              | 60 (30)      | - Сумма голов * коэффициент (подробнее см. Правила). - В скобках указано количество голов. - В 2005 и 2014 годах награду получили два игрока. |
| 2004/05                   | Тьерри Анри (2)         | Франция     | «Арсенал»              | 50 (25)      | - Сумма голов * коэффициент (подробнее см. Правила). - В скобках указано количество голов. - В 2005 и 2014 годах награду получили два игрока. |
| 2004/05                   | Диего Форлан            | Уругвай     | «Вильярреал»           | 50 (25)      | - Сумма голов * коэффициент (подробнее см. Правила). - В скобках указано количество голов. - В 2005 и 2014 годах награду получили два игрока. |
| 2005/06                   | Лука Тони               | Италия      | «Фиорентина»           | 62 (31)      | - Сумма голов * коэффициент (подробнее см. Правила). - В скобках указано количество голов. - В 2005 и 2014 годах награду получили два игрока. |
| 2006/07                   | Франческо Тотти         | Италия      | «Рома»                 | 52 (26)      | - Сумма голов * коэффициент (подробнее см. Правила). - В скобках указано количество голов. - В 2005 и 2014 годах награду получили два игрока. |
| 2007/08                   | Криштиану Роналду       | Португалия  | «Манчестер Юнайтед»    | 62 (31)      | - Сумма голов * коэффициент (подробнее см. Правила). - В скобках указано количество голов. - В 2005 и 2014 годах награду получили два игрока. |
| 2008/09                   | Диего Форлан (2)        | Уругвай     | «Атлетико Мадрид»      | 64 (32)      | - Сумма голов * коэффициент (подробнее см. Правила). - В скобках указано количество голов. - В 2005 и 2014 годах награду получили два игрока. |
| 2009/10                   | Лионель Месси           | Аргентина   | «Барселона»            | 68 (34)      | - Сумма голов * коэффициент (подробнее см. Правила). - В скобках указано количество голов. - В 2005 и 2014 годах награду получили два игрока. |
| 2010/11                   | Криштиану Роналду (2)   | Португалия  | «Реал Мадрид»          | 80 (40)      | - Сумма голов * коэффициент (подробнее см. Правила). - В скобках указано количество голов. - В 2005 и 2014 годах награду получили два игрока. |
| 2011/12                   | Лионель Месси (2)       | Аргентина   | «Барселона»            | 100 (50)     | - Сумма голов * коэффициент (подробнее см. Правила). - В скобках указано количество голов. - В 2005 и 2014 годах награду получили два игрока. |
| 2012/13                   | Лионель Месси (3)       | Аргентина   | «Барселона»            | 92 (46)      | - Сумма голов * коэффициент (подробнее см. Правила). - В скобках указано количество голов. - В 2005 и 2014 годах награду получили два игрока. |
| 2013/14                   | Криштиану Роналду (3)   | Португалия  | «Реал Мадрид»          | 62 (31)      | - Сумма голов * коэффициент (подробнее см. Правила). - В скобках указано количество голов. - В 2005 и 2014 годах награду получили два игрока. |
| 2013/14                   | Луис Суарес             | Уругвай     | «Ливерпуль»            | 62 (31)      | - Сумма голов * коэффициент (подробнее см. Правила). - В скобках указано количество голов. - В 2005 и 2014 годах награду получили два игрока. |
| 2014/15                   | Криштиану Роналду (4)   | Португалия  | «Реал Мадрид»          | 96 (48)      | - Сумма голов * коэффициент (подробнее см. Правила). - В скобках указано количество голов. - В 2005 и 2014 годах награду получили два игрока. |
| 2015/16                   | Луис Суарес (2)         | Уругвай     | «Барселона»            | 80 (40)      | - Сумма голов * коэффициент (подробнее см. Правила). - В скобках указано количество голов. - В 2005 и 2014 годах награду получили два игрока. |
| 2016/17                   | Лионель Месси (4)       | Аргентина   | «Барселона»            | 74 (37)      | - Сумма голов * коэффициент (подробнее см. Правила). - В скобках указано количество голов. - В 2005 и 2014 годах награду получили два игрока. |
| 2017/18                   | Лионель Месси (5)       | Аргентина   | «Барселона»            | 68 (34)      | - Сумма голов * коэффициент (подробнее см. Правила). - В скобках указано количество голов. - В 2005 и 2014 годах награду получили два игрока. |
| 2018/19                   | Лионель Месси (6)       | Аргентина   | «Барселона»            | 72 (36)      | - Сумма голов * коэффициент (подробнее см. Правила). - В скобках указано количество голов. - В 2005 и 2014 годах награду получили два игрока. |
| 2019/20                   | Чиро Иммобиле           | Италия      | «Лацио»                | 72 (36)      | - Сумма голов * коэффициент (подробнее см. Правила). - В скобках указано количество голов. - В 2005 и 2014 годах награду получили два игрока. |
| 2020/21                   | Роберт Левандовский     | Польша      | «Бавария»              | 82 (41)      | - Сумма голов * коэффициент (подробнее см. Правила). - В скобках указано количество голов. - В 2005 и 2014 годах награду получили два игрока. |
| 2021/22                   | Роберт Левандовский (2) | Польша      | «Бавария»              | 70 (35)      | - Сумма голов * коэффициент (подробнее см. Правила). - В скобках указано количество голов. - В 2005 и 2014 годах награду получили два игрока. |
| 2022/23                   | Эрлинг Холанн           | Норвегия    | «Манчестер Сити»       | 72 (36)      | - Сумма голов * коэффициент (подробнее см. Правила). - В скобках указано количество голов. - В 2005 и 2014 годах награду получили два игрока. |
| 2023/24                   | Гарри Кейн              | Англия      | «Бавария»              | 72 (36)      | - Сумма голов * коэффициент (подробнее см. Правила). - В скобках указано количество голов. - В 2005 и 2014 годах награду получили два игрока. |
| 2024/25                   | Килиан Мбаппе           | Франция     | «Реал Мадрид»          | 62 (31)      | - Сумма голов * коэффициент (подробнее см. Правила). - В скобках указано количество голов. - В 2005 и 2014 годах награду получили два игрока. |

### Текущий сезон
| М  | Игрок               | Клуб(ы)                          | Национальный чемпионат  | Голы | Коэфф. | Баллы |
| -- | ------------------- | -------------------------------- | ----------------------- | ---- | ------ | ----- |
| 1  | Килиан Мбаппе       | Реал Мадрид                      | Примера                 | 31   | 2,0    | 62    |
| 2  | Виктор Дьёкереш     | Спортинг                         | Примейра                | 39   | 1,5    | 58,5  |
| 3  | Мохаммед Салах      | Ливерпуль                        | Премьер-лига            | 29   | 2,0    | 58    |
| 4  | Гарри Кейн          | Бавария                          | Бундеслига              | 25   | 2,0    | 50    |
| 5  | Роберт Левандовский | Барселона                        | Примера                 | 25   | 2,0    | 50    |
| 6  | Матео Ретеги        | Аталанта                         | Серия А                 | 24   | 2,0    | 48    |
| 7  | Александер Исак     | Ньюкасл Юнайтед                  | Премьер-лига            | 23   | 2,0    | 46    |
| 8  | Усман Дембеле       | Пари Сен-Жермен                  | Лига 1                  | 21   | 2,0    | 42    |
| 9  | Эрлинг Холанн       | Манчестер Сити                   | Премьер-лига            | 21   | 2,0    | 42    |
| 10 | Омар Мармуш         | Айнтрахт ФранкфуртМанчестер Сити | Бундеслига Премьер-лига | 21   | 2,0    | 42    |

## Статистика

### Игроки с наибольшим количеством наград
| Игрок               | Страна     | Наград | Годы                               |
| ------------------- | ---------- | ------ | ---------------------------------- |
| Лионель Месси       | Аргентина  | 6      | 2010, 2012, 2013, 2017, 2018, 2019 |
| Криштиану Роналду   | Португалия | 4      | 2008, 2011, 2014, 2015             |
| Роберт Левандовский | Польша     | 2      | 2021, 2022                         |
| Луис Суарес         | Уругвай    | 2      | 2014, 2016                         |
| Эйсебио             | Португалия | 2      | 1968, 1973                         |
| Герд Мюллер         | Германия   | 2      | 1970, 1972                         |
| Дуду Джорджеску     | Румыния    | 2      | 1975, 1977                         |
| Фернанду Гомеш      | Португалия | 2      | 1983, 1985                         |
| Алли Маккойст       | Шотландия  | 2      | 1992, 1993                         |
| Марио Жардел        | Бразилия   | 2      | 1999, 2002                         |
| Тьерри Анри         | Франция    | 2      | 2004, 2005                         |
| Диего Форлан        | Уругвай    | 2      | 2005, 2009                         |

### По клубам
| Команда               | Наград | Годы                               |
| --------------------- | ------ | ---------------------------------- |
| «Барселона»           | 8      | 2010, 2012, 2013, 2017, 2018, 2019 |
| «Бавария»             | 5      | 1970, 1972, 2021, 2022, 2024       |
| «Реал Мадрид»         | 5      | 1990, 2011, 2014, 2015, 2025       |
| «Динамо» (Бухарест)   | 3      |                                    |
| «Порту»               | 3      |                                    |
| «Арсенал»             | 2      |                                    |
| «Аякс»                | 2      |                                    |
| «Бенфика»             | 2      |                                    |
| «Ливерпуль»           | 2      |                                    |
| «Спортинг» (Лиссабон) | 2      |                                    |
| ЦСКА (София)          | 2      |                                    |
| «Рома»                | 1      |                                    |

| Страна     | Наград |
| ---------- | ------ |
| Португалия | 8      |
| Аргентина  | 7      |
| Нидерланды | 4      |
| Уругвай    | 4      |
| Болгария   | 3      |
| Бразилия   | 3      |
| Румыния    | 3      |
| Италия     | 3      |
| Австрия    | 2      |
| Германия   | 2      |
| Франция    | 2      |
| Норвегия   | 1      |

| Футбольная лига | Наград |
| --------------- | ------ |
| Испания         | 16     |
| Португалия      | 7      |
| Англия          | 7      |
| Нидерланды      | 4      |
| Болгария        | 3      |
| Германия        | 3      |
| Италия          | 3      |
| Румыния         | 3      |
| Австрия         | 2      |